# Lac Portneuf (rivière Portneuf)
Pour les articles homonymes, voir Portneuf.
Le lac Portneuf est le principal plan d'eau douce à la tête de la rivière Portneuf, coulant dans le territoire non organisé de Mont-Valin, dans la municipalité régionale de comté (MRC) Le Fjord-du-Saguenay, dans la région administrative du Saguenay–Lac-Saint-Jean, dans la province de Québec, au Canada.
La foresterie constitue la principale activité économique du secteur. Les activités récréotouristiques arrivent en second.
La route forestière R0200 (sens Est-Ouest) dessert la partie Sud du lac Portneuf. Cette route se connecte du côté Ouest à la route forestière R0208 qui dessert la partie supérieure de la vallée de la rivière aux Sables (réservoir Pipmuacan),,.
La surface du lac Portneuf est habituellement gelée de la fin novembre au début avril, toutefois la circulation sécuritaire sur la glace se fait généralement de la mi-décembre à la fin mars.

## Géographie
Les principaux bassins versants voisins du lac Portneuf sont :
- Côté Nord : lac Riverin (réservoir Pipmuacan), réservoir Pipmuacan, lac Gouin, lac des Caches ;
- Côté Est : lac de l’Île Verte, lac du Dégelis, lac du Sault aux Cochons, réservoir Pipmuacan ;
- Côté Sud : Rivière aux Sables, lac du Dégelis, lac Laflamme, lac Poulin-De Courval, rivière Portneuf ;
- Côté Ouest : Lac Itomamo, lac Maria-Chapdelaine, lac Rouvray, rivière aux Sables, rivière Onatchiway[1].

Le lac Portneuf comporte une longueur de 14,4 km, une largeur maximale de 3,7 km et une altitude de 476 m. Ce lac entièrement en milieu forestier est situé dans le territoire non organisé de Mont-Valin, dans la MRC Le Fjord-du-Saguenay, soit au Sud du réservoir Pipmuacan, à l'Est de la rivière Péribonka et au Nord de la rivière Saguenay. Il est alimenté notamment par (sens horaire, à partir de l'embouchure) : rivière Tagi (via le Lac du Lamantin), décharge du Lac Walberg, rivière aux Sables (via le lac Itomamo), décharge du lac Itomamo, décharge du Petit lac François, décharge du Lac Paquet, décharge du Lac Bayeuville et décharge du Lac Colibri. Ce lac comporte de nombreuses îles, baies et presqu’îles.
L’embouchure du lac Portneuf est localisée à :
- 95,9 km au Nord-Est du centre-ville de Saguenay ;
- 100,8 km à l’Est de l’embouchure de la rivière Portneuf (confluence avec le fleuve Saint-Laurent) ;
- 114,6 km au Nord-Ouest du centre du village de Tadoussac ;
- 42,5 km au Sud du réservoir Pipmuacan[1].

Le lac Portneuf se déverse au fond d’une baie (longueur : 0,4 km), dans la partie Sud-Est (longueur : 2,6 km du lac, qui est délimité à l’Ouest par une presqu’île s’étirant sur 2,2 km vers les Sud créant un détroit en face d’une autre presqu’île s’étirant sur 0,5 km rattachée à la rive Sud. À partir de l’embouchure du lac, le courant descend la rivière Portneuf sur 148,4 km généralement vers l’Est et le Sud-Est, jusqu’à la rive Nord-Ouest
du fleuve Saint-Laurent.

## Toponymie
Le toponyme « lac Portneuf » a été officialisé le 5 décembre 1968 par la Commission de toponymie du Québec, soit à la création de cette commission.